# 伊奈町立南中学校
伊奈町立南中学校（いなちょうりつ みなみちゅうがっこう）とは、埼玉県北足立郡伊奈町にある公立中学校。

## 概要
伊奈町立南中学校は、1988年4月1日に創設された。対象学区は伊奈町の栄町全域（栄〜6丁目）と大字小室の一部で、南小学校の卒業生全員と小室小学校の卒業生の一部が進学対象となる。
なお本校の開学前は、対象学区内の生徒は伊奈町立伊奈中学校へ進学していた。伊奈中学校で自転車通学が認められているのは、その当時の名残である（現在の本校学区から伊奈中までは最短でも1キロ以上離れているため。本校への自転車通学は認められていない）。
また、伊奈町立郷土資料館（後述）が学校敷地内に併設されている。

### 学校教育目標
- 学校教育目標は「志を立てる生徒」

1. 学ぶ笑顔
2. 輝くひとみ

### 校風・学校生活
- 前述のとおり、伊奈中学校からの分校という形で創設されたため、生徒のみならず教員もほとんどが伊奈中からの転任という形でスタートした（初代校長も、前任の伊奈中校長が赴任した）。
- 現在の制服は、男子、女子に共に紺色のブレザーに臙脂色のネクタイである。また、ベスト（女子のみ）は緑と紺色のチェック柄と紺色の無地のリバーシブルとなっている（これは、創設当初から変わっていない）。
  - ただし、創設時は（第1期生となる）1学年も含めて全生徒が伊奈中学校からの転学扱いだったため、その制服（男子は黒の学ラン、女子は紺のブレザーでネクタイ・リボン類なし）をそのまま継続使用した。そのため1990年度までは学年ごとに制服が違うという状態が続いた。
- 校舎はロの字型建築となっており、中庭がある。中庭には埼玉県の木であるけやきが植えてある。(現在は伐採された）また、校舎には時計塔があり、学校のシンボルとなっている。校舎の屋根は全域にわたって傾斜しているため屋上がない（かわりに、三階・図書室にテラスが設けられている・現在は生徒は使用できない）。
- クラス教室のドアは全て木製となっている。
- 町からDell製の2in1型chromebookが生徒1人1台配備されている。
- トイレが改修された。

### 部活動
運動部
バスケ部（男子）、テニス部（女子）、バレー部（女子）、バレー部（男子）、剣道部、陸上部、サッカー部
文化部
吹奏楽部、美術部

## 伊奈町立郷土資料館
小針新宿227番地に開設されていた伊奈町立郷土資料館（いなちょうりつ きょうどしりょうかん）が、2016年（平成28年）4月2日より学校敷地内に移転され、校舎内の一室に開設されている。

### 展示物について
伊奈町についての原始から近代までの地理・自然や歴史・民俗が総合的に展示されている。また、伊奈町在住の人間国宝であった田口善国の作品や作品制作に用いていた道具も展示されている。

### 利用案内
学校の敷地なので基本的に学校関係者以外は立ち入り禁止のため、体育館の裏に資料館専用の出入り口が別に設けられている（校門からの入館禁止）。
- 開館時間:午前9時から午後4時
- 休館日:月曜日、木曜日、金曜日、国民の祝日及び振替休日（こどもの日・文化の日を除く）、年末年始（12月28日〜1月4日）
- 入館料:無料

## 交通
- 埼玉新都市交通伊奈線（ニューシャトル）、大宮駅から約15分の丸山駅下車、から徒歩10分。

## 著名な出身者
- 杉浦大輔（元サッカー選手）